# Deuteroxorides atratus
Deuteroxorides atratus là một loài tò vò trong họ Ichneumonidae.